# Associazione Sportiva Reggina 1914
L'Associazione Sportiva Reggina 1914, meglio nota come Reggina, è una società calcistica italiana con sede nella città di Reggio Calabria. Milita in Serie D, la quarta divisione del campionato italiano.
Fondata l'11 gennaio 1914 come Unione Sportiva Reggio Calabria, assunse nel 1922 la denominazione di Reggio Foot Ball Club. Il club trascorse i primi trent'anni di storia nei campionati interregionali, per poi esordire in Serie C nel 1945-1946 e in Serie B nel 1965-1966, annata in cui sfiorò la promozione in massima serie. Dopo alterne fortune, nel 1986 assunse il nome di Reggina Calcio e nel 1989 andò vicino alla promozione in Serie A, ottenuta per la prima volta al termine del campionato cadetto del 1998-1999. A cavallo fra il 1999 e il 2009 la Reggina disputò nove stagioni in Serie A, di cui sette consecutive.
Il miglior piazzamento del club in massima serie è il decimo posto, raggiunto nel campionato 2004-2005. La Reggina figura al 44º posto nella classifica della tradizione sportiva e al 37º posto nella classifica perpetua dei punti, che tengono conto di tutte le squadre di calcio che hanno militato nella massima serie nazionale almeno una volta.
La squadra, che gioca in tenuta amaranto, disputa le partite casalinghe allo stadio Oreste Granillo, che può contenere fino a 27.543 spettatori.

## Storia
La prima società cittadina nasce l'11 gennaio 1914 con il nome di Unione Sportiva Reggio Calabria, fondata da un gruppo di sessantuno impiegati pubblici che sottoscrivono un atto collettivo. Nel 1922 la squadra si stabilisce presso il primo vero stadio, il Lanterna rossa, situato nei pressi della darsena del porto e inaugurato nel 1924. Nel frattempo, nel 1922, la FIGC ha ratificato l'esistenza dell'Unione Sportiva Reggio Calabria, che poco dopo assume la denominazione di Reggio Foot Ball Club.

Una formazione della Reggina, all'epoca nota come Dominante, nel 1939.

La squadra trascorre i primi trent'anni di storia militando nei campionati interregionali. La svolta avviene nell'immediato dopoguerra, quando, per meriti sportivi, la compagine reggina viene ammessa a partecipare al campionato Serie C 1945-1946, categoria in cui milita sino alla stagione 1951-1952, quando viene retrocessa per tentato illecito. Nel 1964-1965 la società, sotto la guida del presidente Oreste Granillo, cui sarà intitolato più tardi lo stadio della città, e dell'allenatore Tommaso Maestrelli, ottiene la promozione in Serie B, in cui la Reggina milita per nove anni consecutivi. Si ricorda l'annata 1965-1966, quando gli amaranto sfiorano la promozione in Serie A, con il quarto posto nell'annata del debutto in cadetteria, a un solo punto dal Mantova terzo e promosso. Retrocessa in Serie C al termine della stagione 1973-1974, la squadra entra in un quindicennio cupo, segnato da due retrocessioni in Serie C2.
Nel 1986 la società rischia di fallire, ma viene salvata dall'impegno di un gruppo di giovani imprenditori tra cui Pasquale Foti, che la rilevano dandole il nome di Reggina Calcio, mantenendo il titolo sportivo del precedente club. Nel 1987-1988 la squadra, allenata da Nevio Scala, ascende nuovamente in cadetteria, poi va vicina per due volte alla promozione in massima serie, ma nel 1991 un altro tracollo riporta i reggini in Serie C.
Inizia dunque la gestione del presidente Pasquale Foti, che riesce a ricondurre il club in Serie B nel 1995. Quattro anni dopo, gli amaranto allenati da Bruno Bolchi, subentrato a Elio Gustinetti, centrano la prima storica promozione in Serie A, in virtù del quarto posto nel campionato di Serie B 1998-1999. La prima stagione in massima serie vede i reggini ottenere la salvezza, impresa sfiorata nell'annata seguente malgrado otto sconfitte di fila subite tra la seconda e nona giornata: la retrocessione giungerà solo al termine del doppio spareggio contro il Verona. Il ritorno in massima serie sarà immediato, con il terzo posto al termine del campionato di Serie B 2001-2002. Seguiranno sette stagioni di fila in Serie A, caratterizzate da salvezze come quella, prodigiosa, del 2006-2007, quando la Reggina di Walter Mazzarri, partita con 15 punti di penalizzazione, poi ridotti a 11, per delibera della C.A.F. in seguito al deferimento nell'ambito dell'inchiesta su Calciopoli, guadagna la permanenza nella massima categoria battendo in casa, all'ultima giornata, il Milan neocampione d'Europa.

Una formazione della Reggina 1983-84, vincitrice del campionato di Serie C2 e semifinalista nella Coppa Italia di Serie C.

Tornato in Serie B nel 2009, il club perde l'anno dopo la semifinale dei play-off per la promozione, ma nelle successive annate il rendimento peggiora, sino alla caduta in Serie C nel 2014, l'anno del centenario del club. Pur salvatasi dalla retrocessione nei dilettanti vincendo i play-out, la società, oberata dai debiti, non si iscrive al successivo campionato di Lega Pro e cambia denominazione in Associazione Sportiva Dilettantistica Reggio Calabria, poi, nel 2016, in Società Sportiva Dilettantistica Reggio Calabria S.r.l. e infine in Urbs Reggina 1914 S.r.l., sotto la guida della famiglia Praticò.
Già nel 2018 insorgono, tuttavia, difficoltà, con la "nuova” Reggina che si vede negare l'utilizzo del marchio storico del club e ricomincia ad accumulare inadempienze economiche e amministrative. Nel gennaio 2019 l'imprenditore romano Luca Gallo interviene finanziariamente per sanare le pendenze più urgenti relative al club, che nell'annata 2018-2019 centra l'accesso ai play-off. Nell'estate dello stesso anno (concluso il totale passaggio del controllo nelle mani di Gallo) la denominazione sociale muta in Reggina 1914, previa definitiva riacquisizione dei diritti di denominazione. Nel luglio 2019 la società ha cambiato denominazione sociale in Reggina 1914 S.r.l..
Nella stagione 2019-2020, stante l'impossibilità di proseguire la stagione a causa della pandemia di COVID-19, la squadra viene promossa in Serie B per decisione del Consiglio federale della FIGC, trovandosi al primo posto nel girone C della Serie C al momento dell'interruzione del campionato.

Tifosi della Reggina in festa per la promozione in Serie A, allo stadio delle Alpi di Torino, il 13 giugno 1999.

Dopo due stagioni in serie cadetta, concluse all'undicesimo e al quattordicesimo posto, la società si indebita ed entra nuovamente in crisi: Gallo mantiene la presidenza del club amaranto fino al suo arresto, avvenuto nel maggio 2022, a causa delle indagini giudiziarie in cui era coinvolto inerenti alla sua attività imprenditoriale. Affidata temporaneamente all'amministratore unico Fabio De Lillo, la Reggina viene ceduta all'imprenditore lametino Felice Saladini, scongiurando così il rischio di un nuovo fallimento. Alla presidenza viene nominato Marcello Cardona, prefetto ed ex arbitro di calcio.
La stagione 2022-2023 si conclude con un settimo posto e con il conseguente accesso ai play-off, poi persi al primo turno contro il Sudtirol.
In data 9 giugno 2023 la Sezione Fallimentare del Tribunale di Reggio Calabria, pronunciandosi sulla domanda di omologazione degli accordi di ristrutturazione dei debiti e di transazione su crediti tributari e previdenziali presentata ai sensi degli artt. 57 e ss. CCII dalla società Reggina 1914 S.r.l., dispone con sentenza la omologazione degli accordi di ristrutturazione e le transazioni sui crediti tributari e contributivi. Tuttavia, nel luglio seguente la Reggina viene esclusa dal campionato di Serie B a causa di alcuni inadempimenti finanziari dovuti alla precedente gestione societaria. Nello stesso tempo Felice Saladini e Angelo Ferraro, che insieme controllavano il club, cedono il 100% delle quote all’imprenditore Manuele Ilari. Dopo la bocciatura del ricorso presentato presso il TAR del Lazio, il 30 agosto il Consiglio di Stato esclude in via definitiva la squadra dal campionato cadetto ed il giorno seguente la FIGC impone lo svincolo dei calciatori tesserati con la società dello Stretto.
A seguito di questi eventi, viene fondata tramite bando comunale una nuova società, La Fenice Amaranto A.S.D., la quale, pur mantenendone i colori sociali, non ha alcun legame giuridico con la Reggina 1914 ancora aziendalmente in vita nonché proprietaria del marchio e della tradizione sportiva del club. Dopo alcune settimane viene negato dalla FIGC il cambio di denominazione in L.F.A. Reggio Calabria, essendo scaduti i termini; nonostante ciò, il sodalizio continuerà a firmarsi come tale in tutti i comunicati ufficiali. Viene successivamente ammessa in sovrannumero al girone I del campionato di Serie D per la stagione 2023-2024.
Il 29 maggio 2024 la proprietà si aggiudica all'asta giudiziale il marchio Reggina 1914 e il 18 luglio seguente ottiene ufficialmente il nullaosta da parte della FIGC per il cambio di denominazione sociale in A.S. Reggina 1914.

## Colori e simboli

### Colori
Il colore della maglia della Reggina è l'amaranto, colore caratterizzante la città di Reggio Calabria. Originariamente le maglie erano dapprima a righe bianconere e poi successivamente interamente nere, infine (dal 1924) definitivamente amaranto.

### Simboli ufficiali

#### Stemma
Lo stemma della Associazione Sportiva Reggina utilizzato fino al 1986 raffigurava un pallone di cuoio, racchiuso in una forma circolare amaranto con bordi e caratteri dorati. A seguito del fallimento, l'uso di tale logo, insieme a quello della relativa denominazione storica, fu impedito per via giudiziaria, circostanza che impose altresì il nuovo appellativo di Reggina Calcio.
Nel 2017, il marchio A.S. Reggina ed il relativo stemma furono recuperati dalle procedure fallimentari e depositati presso l'UIBM da un gruppo di tifosi, al fine di salvaguardarne la funzione storica ed il carattere simbolico. La componente più calda del tifo reggino ha del resto sempre continuato ad identificarsi nello storico nome A.S. Reggina 1914, come testimoniano i numerosi striscioni e stendardi presenti nel settore sud dello stadio Granillo.
Con il passaggio alla denominazione Reggina Calcio entrò in uso un simbolo completamente nuovo, raffigurante una lettera R stilizzata con un pallone da calcio che seguiva le curve della stessa; da esso fu declinata una versione istituzionale, in cui il logo era inserito in uno scudetto amaranto e corredato dal nome societario e dall'anno 1986. Successivamente, la R col pallone fu stabilmente inserita in uno scudo dalle forme più arrotondate e senza epigrafi, e rimase così in uso fino alla rifondazione del 2015.
Il simbolo della S.S.D. Reggio Calabria, usato unicamente per la stagione 2015-2016, riprendeva in modo restilizzato il vecchio stemma utilizzato fino al 1986: anch'esso di base circolare, amaranto con bordi dorati, in cui figuravano il nome di Reggio Calabria e il relativo patrono (San Giorgio che sconfigge il drago), che cintano un pallone di cuoio situato al centro. Il 13 agosto 2016, previo accordo di comodato con la curatela fallimentare della "vecchia" società, è stato presentato un nuovo logo, che combina quello dell'anno precedente con la R stilizzata del 1986; la ragione sociale inscritta nella corona esterna viene mutata in Reggina 1914, a caratteri stampatelli bianchi.
Nel febbraio 2019 la società ha definitivamente acquisito dalla curatela fallimentare il marchio in uso fino al 2015, riproponendolo come stemma ufficiale; oltre ad una diversa tonalità di amaranto, l'interno dello scudetto presenta in aggiunta il nome della squadra e l'anno di fondazione.

#### Inno
L'inno della squadra è Vai Reggina, scritta dal cantautore reggino Raffaello Di Pietro. Il 2 luglio 2019 il club comunica di avere acquisito i diritti d’autore e il marchio da Di Pietro, diventando così di fatto l'inno ufficiale dopo anni di utilizzo improprio.

## Strutture

### Stadio

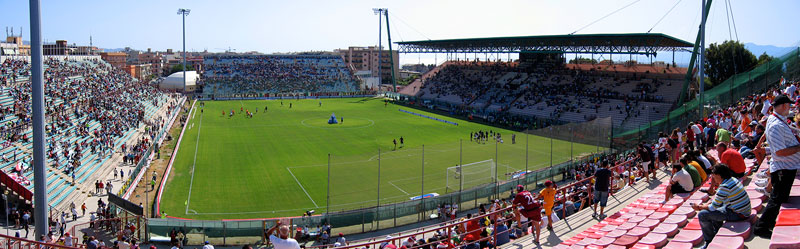
Lo stadio Oreste Granillo.

Nei primi anni la società reggina non ebbe un vero e proprio campo da gioco, pertanto le gare venivano disputate presso i cosiddetti "campi francesi". Negli anni '20 il terreno di gioco - condiviso con altre realtà calcistiche locali - divenne il "Lanterna Rossa", ma il 4 novembre 1928 la nuova società U.S. Reggina presieduta da Giuseppe Vilardi inaugurò il "Sant'Anna". Nel 1932, visto il crescente numero di tifosi, viene edificato lo stadio Michele Bianchi per volontà di Vilardi, esattamente nel sito dove oggi sorge il Granillo. Negli anni seguenti il "Bianchi" cambiò diversi nomi, fino alla denominazione di Stadio Comunale.
L'11 settembre 1999, in occasione della seconda gara del campionato di Serie A 1999-2000 (Reggina-Fiorentina 2-2), viene inaugurato il nuovo stadio, intitolato alla memoria di Oreste Granillo, sindaco della città dal 1980 al 1982 e presidente della Reggina promossa per la prima volta in Serie B.
La capienza totale dell'impianto è la più ampia di tutta la Calabria, inizialmente con circa 27.543 posti a sedere, ridotti poi a 22.868, a seguito dei lavori di riammodernamento ed adeguamento alle norme vigenti della categoria completati nel 2020.

### Centro di allenamento
Il centro sportivo Sant'Agata è stato il centro di allenamento della Reggina dal 1991 al 2016, dal 2016 al 2018 e dal 2019 al 2023 e di nuovo, in gestione temporanea, a partire dal 2024; presso la struttura si allenano la prima squadra, il settore giovanile e la scuola calcio.
A causa di diverse vicissitudini societarie, la Reggina è stata costretta a rinunciarvi per parte della stagione 2018-2019. L'11 gennaio 2019, dopo alcuni mesi di spostamenti in altri centri, il club è tornato alla base in modo temporaneo ed il successivo 1º luglio ne ha riacquistato la proprietà, dopo essersi aggiudicata il bando relativo alla concessione dell'impianto fino al dicembre 2040, spendendo una somma di 1,2 milioni di euro e sottoponendolo ad immediati lavori di ristrutturazione.
Il 4 settembre 2023 la Città metropolitana di Reggio Calabria revoca formalmente la concessione alla Reggina 1914 s.r.l. causa morosità del club amaranto, assegnandola in data 18 settembre alla neo società La Fenice Amaranto ASD, scelta per rappresentare la città in Serie D, dapprima per un periodo temporaneo di 30 giorni, poi prorogato fino al 18 dicembre. Il 20 dicembre 2023 la struttura viene dunque sgomberata ed il giorno seguente viene promulgato un bando avente ad oggetto una nuova concessione temporanea, stavolta fino al 30 giugno 2024; il nuovo sodalizio è risultato vincitore essendo l’unico ad aver presentato una manifestazione d’interesse al predetto bando, potendovi dunque fare rientro dopo un paio di settimane. Il 9 luglio 2024 viene ufficializzata la proroga della precedente concessione temporanea per altri 6 mesi in capo alla società amaranto.

## Società

### Organigramma societario
| Organigramma - Virgilio Salvatore Minniti - Presidente - Fabio Vitale - Vice presidente - Antonino Ballarino - Socio - Giuseppe Praticò - Direttore generale - Sergio Miceli - Segretario generale - Giuseppe Bonanno - Direttore area tecnica - Francesca Serra - Consulente del lavoro - Consuelo Apa - Responsabile marketing - Giuseppe Praticò - Responsabile comunicazione - Amalia Nucaro - Affari generali - Antonino Laganà - Fotografo - Lillo D'Ascola - Fotografo - Pietro Nania - Grafico - Luca Rovito - Produttore multimediale - Maurizio Albanese - Responsabile biglietteria - Pietro Casile - SLO - Vincenzo Maglio - Accoglienza arbitri |

### Sponsor
| Cronologia degli sponsor tecnici - 1981-1987 Ennerre - 1987-1991 Adidas - 1991-1995 Devis - 1995-2005 Asics - 2005-2011 Onze - 2011-2013 Givova - 2013-2014 Lotto - 2014-2015 Legea - 2015-2017 Onze - 2017-2020 Legea - 2020-2022 Macron - 2022- Givova |

### Settore giovanile
La Reggina ha un settore giovanile composto da varie formazioni, per un totale di circa 220 atleti. Le formazioni attuali sono: Primavera, U17, U16, U15 e Femminile. Nel 2009 la squadra degli Allievi Nazionali ha vinto il Torneo Internazionale Sanremo detto anche "Carlin's Boys". La Reggina nel Campionato Primavera 1991-1992 disputò la finale scudetto contro il Torino.

## Allenatori e presidenti
Di seguito la cronologia degli allenatori e dei presidenti.
- 1914-1928 ...
- 1928-1929  Zanghi (1ª-?ª)
 József Wereb (?ª-10ª)
- 1929-1932  Attilio Buratti
- 1932-1934  Ferenc Plemich
- 1934-1935  Andreas Kutik
- 1935-1944 ...
- 1944-1945  Ottavio Misefari
- 1945-1946  Luigi Lessi
- 1946-1947  Luigi Rossetto
- 1947-1948  Luigi Bertolini (1ª-?ª)
 Guido Dossena (?ª-30ª)
- 1948-1949  Luigi Rossetto (1ª-?ª)
 Giuseppe Peruchetti (?ª-38ª)
- 1949-1950  Giuseppe Peruchetti (1ª-?ª)
 Italo Zamberletti (?ª-34ª)
- 1950-1951  Italo Zamberletti (1ª-?ª)
 Fulvio Bernardini (?ª-38ª)
- 1951-1953  Pietro Piselli
- 1953-1955  Enzo Dolfin
- 1955-1958  Oronzo Pugliese
- 1958-1959  Attilio Kossovel (1ª-?ª)
 Renato Bodini II (?ª-34ª)
- 1959-1960  Domenico Bosi (1ª-?ª)
 Cesare Migliorini (?ª-34ª)
- 1960-1961  Arnaldo Sentimenti
- 1961-1962  Arnaldo Sentimenti (1ª-?ª)
 Carlo Rigotti (?ª-34ª)
- 1962-1963  Silvio Di Gennaro
- 1963-1964  Leo Zavatti
- 1964-1968  Tommaso Maestrelli
- 1968-1969  Armando Segato
- 1969-1970  Ezio Galbiati
- 1970-1971  Romolo Bizzotto (1ª-16ª) 
 Piero Persico (17ª-38ª)
- 1971-1972  Egizio Rubino (1ª-12ª) 
 Maino Neri (13ª-28ª)
 Olmes Neri (29ª-38ª)
- 1972-1973  Guido Mazzetti
- 1973-1974  Giambattista Moschino (1ª-18ª)
 Ettore Recagni (19ª-35ª)
 Domenico Cataldo e  Olmes Neri (36ª-38ª)
- 1974-1976  Carlo Regalia
- 1976-1977  Carlo Facchin
- 1977-1978  Antonio Angelillo (1ª-?ª)
 Rosario Sbano (?ª-38ª)
- 1978-1979  Roberto Balestri (1ª-?ª)
 Franco Scoglio (?ª-?ª)
 Rosario Sbano (?ª-34ª)
- 1979-1981  Adriano Buffoni
- 1981-1982  Gaetano Salvemini
- 1982-1983  Franco Scoglio (1ª-?ª)
 Rosario Sbano[25] (?ª-34ª)
- 1983-1984  Claudio Tobia
- 1984-1985  Claudio Tobia (1ª-?ª)
 Nicola Chiricallo (?ª-?ª)
 Claudio Tobia (?ª-34ª)
- 1985-1986  Giuseppe Caramanno
- 1986-1987  Alberto Bigon
- 1987-1989  Nevio Scala
- 1989-1990  Bruno Bolchi
- 1990-1991  Aldo Cerantola (1ª-15ª)
 Francesco Graziani (16ª-29ª)
 Aldo Cerantola (30ª-38ª)
- 1991-1992  Aldo Cerantola (1ª-3ª)
 Gabriele Geretto (4ª-10ª)
 Giancarlo Ansaloni (11ª-30ª)
 Gabriele Geretto (31ª-34ª)
- 1992-1993  Gabriele Geretto (1ª-13ª)
 Enzo Ferrari (14ª-34ª)
- 1993-1994  Enzo Ferrari
- 1994-1995  Giuliano Zoratti
- 1995-1996  Giuliano Zoratti (1ª-29ª)
 Franco Gagliardi (30ª-38ª)
- 1996-1997  Adriano Buffoni (1ª-8ª)
 Aldo Raimondi (9ª)
 Vincenzo Guerini (10ª-38ª)
- 1997-1998  Franco Colomba
- 1998-1999  Elio Gustinetti (1ª-32ª)
 Bruno Bolchi (33ª-38ª)
- 1999-2002  Franco Colomba
- 2002-2003  Bortolo Mutti (1ª-8ª)
 Luigi De Canio (9ª-34ª e spareggio)
- 2003-2004  Franco Colomba (1ª-10ª)
 Sergio Buso (11ª)
 Giancarlo Camolese (12ª-34ª)
- 2004-2007  Walter Mazzarri
- 2007-2008  Massimo Ficcadenti (1ª-10ª)
 Renzo Ulivieri (11ª-26ª)
 Nevio Orlandi (27ª-38ª)
- 2008-2009  Nevio Orlandi (1ª-16ª)
 Giuseppe Pillon (17ª-20ª)
 Nevio Orlandi (21ª-38ª)
- 2009-2010  Walter Novellino (1ª-11ª)
 Ivo Iaconi (12ª-24ª)
 Roberto Breda (25ª-42ª)
- 2010-2011  Gianluca Atzori
- 2011-2012  Roberto Breda (1ª-21ª)
 Angelo Gregucci (22ª-35ª)
 Roberto Breda (36ª-42ª)
- 2012-2013  Davide Dionigi (1ª-31ª)
 Giuseppe Pillon (32ª-42ª)
- 2013-2014  Gianluca Atzori (1ª-10ª)
 Fabrizio Castori (11ª-16ª)
 Gianluca Atzori (17ª-21ª)
 Franco Gagliardi e  Diego Zanin (22ª-42ª)
- 2014-2015  Francesco Cozza (1ª-13ª)
 Pierantonio Tortelli e  Giuseppe Padovano (14ª-16ª)
 Roberto Alberti Mazzaferro (17ª-35ª)
 Giacomo Tedesco (36ª-38ª e play-out)
- 2015-2016  Francesco Cozza
- 2016-2017  Karel Zeman
- 2017-2018  Agenore Maurizi
- 2018-2019  Roberto Cevoli (1ª-24ª)
 Massimo Drago (25ª-34ª)
 Roberto Cevoli (35ª-38ª e play-off)
- 2019-2020  Domenico Toscano
- 2020-2021  Domenico Toscano (1ª-12ª) 
 Marco Baroni (13ª-38ª)
- 2021-2022  Alfredo Aglietti (1ª-17ª)
 Domenico Toscano (18ª-20ª)
 Roberto Stellone (21ª-38ª)
- 2022-2023  Filippo Inzaghi
- 2023-2024  Bruno Trocini
- 2024-2025  Rosario Pergolizzi (1ª-11ª) 
 Bruno Trocini (12ª-in carica)

## Calciatori

### Contributo alle nazionali

#### Nazionale italiana
Questa sezione riporta un elenco dei calciatori italiani convocati nella nazionale maggiore e nazionale Under-21 durante la loro militanza nella Reggina.
Nazionale maggiore
- Giandomenico Mesto[29][30]

Nazionale Under-21
- Roberto Baronio
- Bruno Cirillo
- Andrea Pirlo
- Salvatore Vicari
- Stefano Dall'Acqua
- Giandomenico Mesto
- Antonino Barillà
- Antonino Ragusa
- Giovanni Fabbian[31][32]
- Niccolò Pierozzi[33][34][35]
- Enrico Delprato[36][37]
- Alessandro Plizzari[38][39]
- Stefano Turati[40][41]

Di seguito i calciatori della Reggina laureatisi campioni europei con l'Under-21:
- Roberto Baronio (Slovacchia 2000)
- Bruno Cirillo (Slovacchia 2000)
- Andrea Pirlo (Slovacchia 2000)
- Giandomenico Mesto (Germania 2004)

#### Altre nazionali
L'elenco che segue indica tutti i giocatori stranieri che contano almeno una presenza nelle proprie rispettive nazionali maggiori durante la loro militanza nella Reggina.
- Carlos Humberto Paredes[42], Édgar Barreto[43]
- Jorge Vargas[44], Carlos Carmona[45]
- Mohamed Kallon[46]
- Erjon Bogdani[47]
- Martin Jiránek[48]
- Serge Dié[49]
- Julio César de León Dailey[50], Rigoberto Rivas[51]
- Shunsuke Nakamura[52]
- Gonzalo Martínez[53]
- Ilyas Zeytulaev[54]
- Carlos Adrián Valdez[55]
- Emil Hallfreðsson[56]
- Stephen Ayodele Makinwa[57]
- Kyle Lafferty[58]
- Dávid Strelec[59]

Di seguito i calciatori stranieri della Reggina campioni con le proprie nazionali.
- Martin Jiránek (Campionato europeo Under-21 2002)
- Shunsuke Nakamura (Coppa d'Asia 2004)

## Palmarès

### Competizioni giovanili
- Torneo Internazionale Maggioni-Righi: 1

1991
- Torneo Internazionale Carlin's Boys: 1

2009

### Altre competizioni
- Serie C: 2

1964-1965 (girone C), 2019-2020 (girone C)
- Serie C1: 1

1994-1995 (girone B)
- Serie C2: 1

1983-1984 (girone C)
- IV Serie: 1

1955-1956 (girone H)

## Statistiche e record

### Partecipazione ai campionati
Campionati nazionali
| Livello | Categoria              | Partecipazioni | Debutto   | Ultima stagione | Totale |
| 1º      | Serie A                | 9              | 1999-2000 | 2008-2009       | 9      |
| 2º      | Serie B                | 25             | 1965-1966 | 2022-2023       | 25     |
| 3º      | Seconda Divisione      | 1              | 1926-1927 | 1926-1927       | 44     |
| 3º      | Campionato Meridionale | 1              | 1928-1929 | 1928-1929       | 44     |
| 3º      | Prima Divisione        | 5              | 1930-1931 | 1934-1935       | 44     |
| 3º      | Serie C                | 23             | 1938-1939 | 2019-2020       | 44     |
| 3º      | Serie C1               | 12             | 1978-1979 | 1994-1995       | 44     |
| 3º      | Lega Pro               | 2              | 2014-2015 | 2016-2017       | 44     |
| 4º      | Seconda Divisione      | 1              | 1929-1930 | 1929-1930       | 11     |
| 4º      | IV Serie               | 4              | 1952-1953 | 1955-1956       | 11     |
| 4º      | Serie C2               | 2              | 1983-1984 | 1985-1986       | 11     |
| 4º      | Serie D                | 4              | 2015-2016 | 2025-2026       | 11     |

Campionati regionali
| Livello | Categoria         | Partecipazioni | Debutto   | Ultima stagione | Totale |
| 1º      | Prima Divisione   | 1              | 1937-1938 | 1937-1938       | 1      |
| 2º      | Seconda Divisione | 2              | 1924-1925 | 1925-1926       | 2      |

### Statistiche di squadra
La Reggina ha disputato 326 partite in Serie A dal 1999 al 2009, più quattro partite di spareggio per la permanenza nel massimo campionato nelle stagioni 2000-2001 e 2002-2003. Nel dettaglio, il bilancio dei calabresi in massima serie, esclusi gli spareggi, è di 83 vittorie, 107 pareggi e 136 sconfitte (con 324 gol segnati e 467 subiti).
La squadra amaranto ha disputato 1051 partite in Serie B, più una partita di spareggio per la promozione in massima categoria nel campionato 1988-1989, due di play-off nel campionato Serie B 2010-2011 e una di play-off nel campionato 2022-2023. Nel campionato cadetto, ha realizzato nel complesso 331 vittorie, 375 pareggi e 365 sconfitte (con 1038 gol segnati e 1097 subiti), conquistando due promozioni nella massima serie.
Dati aggiornati al 4 maggio 2025.
- Record di punti in una stagione: 77 (Serie D 2024-2025)
- Record di punti in Serie A: 51[60] (2006-2007)
- Record di punti in Serie B: 68 (2001-2002)
- Maggior numero di vittorie in una stagione: 24 (Serie D 2024-2025)
- Maggior numero di pareggi in una stagione: 19 (Serie B 1972-1973)
- Minor numero di sconfitte in una stagione: 2 (Seconda Divisione 1929-1930)
- Maggior numero di vittorie consecutive in una stagione: 11 (Serie C 2019-2020, Serie D 2024-2025)
- Maggior sequenza di partite senza sconfitte: 23 (34ª giornata 2018-2019-21ª giornata 2019-2020)
- Maggior numero di vittorie in Serie A: 12 (2006-2007)
- Miglior piazzamento in Serie A: 10ª (2004-2005)
- Miglior piazzamento in Serie B: 3ª (2001-2002)
- Maggior numero di gol segnati in Serie A: 52 (2006-2007)
- Vittoria casalinga con il massimo scarto in Serie A: Reggina-Siena 4-0 (2007-2008)
- Vittoria in trasferta con più gol di scarto in Serie A: Catania-Reggina 1-4 (2006-2007)
- Pareggio con il massimo numero di gol in Serie A: Brescia-Reggina 4-4 (2003-2004)
- Sconfitta con più gol di scarto in Serie A: Inter-Reggina 6-0 (2003-2004)

### Statistiche individuali
Di seguito i primi 10 calciatori del club per presenze e reti complessive in tutte le competizioni ufficiali, ossia campionati e coppe.
In grassetto eventuali giocatori ancora in attività con la maglia amaranto.
Liste aggiornate al 18 maggio 2025.
| Record di presenze - 361 Alberto Gatto (1952-1966) - 292 Simone Giacchetta (1991-2000, 2003-2004) - 285 Maurizio Poli (1990-2000) - 252 Francesco Cozza (1999-2004, 2005-2006, 2007-2009) - 250 Antonino Barillà (2005-2007, 2008-2013, 2014, 2023-) - 220 Luciano Gallusi (1958-1966) - 217 Massimo Mariotto (1986-1990, 1991-1992, 1993-1995) - 216 Giancarlo Olivotto (1975-1982) - 214 Daniel Adejo (2008-2014, 2024-) - 212 Antonio Bumbaca (1953-1963) | Record di reti - 71 Erminio Bercarich (1945-1949, 1958-1959) - 51 Francesco Cozza (1999-2004, 2005-2006, 2007-2009) - 48 Alberto Gatto (1953-1966) - 45 Emiliano Bonazzoli (2002-2005, 2009-2012) - 45 Roberto Beghi (1949-1952) - 43 Davide Dionigi (1996-1997, 2001-2002, 2004-2005) - 40 Nicola Amoruso (2005-2008) - 40 Mario Lomello (1929-1932) - 40 Elvi Pianca (1974-1979) - 38 Alfredo Aglietti (1994-1996) |

## Tifoseria

### Storia

Il tifo amaranto in trasferta allo stadio Renato Curi di Perugia il 12 giugno 1988, per il vittorioso spareggio contro la che valse alla Reggina la promozione in Serie B.

La maggior parte dei tifosi della Reggina proviene dalla città di Reggio Calabria e dalla sua provincia. Tuttavia, la squadra amaranto è molto popolare in tutta la Calabria e l'Italia, visto che per molti anni è stata tra le poche rappresentanti del Mezzogiorno nel campionato di Serie A. La squadra è sostenuta dai numerosi emigranti reggini stabilitisi nel Settentrione.
Tifosi della Reggina, soprattutto emigrati reggini, sono presenti anche all'estero: l'unico club ufficiale di tifosi con sede all'estero è in Svizzera ma sono molti i tifosi in Canada e Nord America, Germania, Malta e Australia. In passato, grazie alla presenza in squadra del calciatore giapponese Shunsuke Nakamura dal 2002 al 2005, molti furono i simpatizzanti in Giappone. Il primo club di tifo organizzato furono i Warriors Sant'Anna '79, cui fecero seguito i Panthers ed i Position Fighters, tutti presenti nella vecchia curva Nord. Successivamente seguono altri club. In curva Sud i principali gruppi sono stati: C.U.C.N., Boys, Irriducibili, Nuova Guardia, Ultras Gebbione.
Dalla stagione 2014-2015 in curva Sud il gruppo attivo è stato Per la Maglia Per la mia città Reggio Calabria, rappresentato da uno striscione che ha campeggiato sia sugli spalti del Granillo sia in ogni trasferta con la scritta "Dignità", gruppo sciolto il 10 luglio 2017. Tra i gruppi ultras attivi in passato figurano: Ultras 1914, in tribuna est Gate 22, Cani Sciolti, Reggio Ultras, Quei Bravi Ragazzi e Quelli di sempre (Qds) insieme al gruppo ultras La Plaza 2017, che dal 2016 si sono uniti alla curva insieme a gruppi provenienti dalla provincia reggina come Positivi Pellaro sez.Sud, Oliveto e Croce Valanidi sez.sud.
Dal 2018 in curva si sono tutti uniti sotto il nome comune di Diffidati Liberi Curva Sud RC. Altri gruppi furono i Traversa Matta, Covo, Wailers, Kassariati, Cuore Amaranto (in gradinata), Wild Boys (in gradinata), Fossa Sudista, Amaranth Korps, Oltranzisti, Gladiators, Eagles, Club Università Pisa, Indios, Rebels Brescia, HelloWeen, Tignadores, Kaos, Sun Group, Club La Potea, Crazy, Drosi.
Dal 2021 in curva nord sono presenti gli striscioni di "Club Reggina 1914", "Montebello Jonico", "AS Reggina 1914" ed "H224 AS Reggina 1914".

### Gemellaggi e rivalità
I tifosi della Reggina sono storicamente gemellati con quelli del Bari e della Salernitana. Un rapporto d'amicizia degno di nota è quello con il Milan, nato dopo la partita del 27 maggio 2007, vinta dagli amaranto e decisiva per la permanenza della squadra in Serie A. Altrettanto buoni sono i rapporti di amicizia con le tifoserie di Cagliari, Latina, Ascoli, Vibonese, Fidelis Andria, Acireale e Scafatese. 
In passato vi sono stati gemellaggi anche con i tifosi del Torino, della Roma,  — con i quali permane rispetto e stima reciproca — del Palermo e del Siracusa, quest’ultimi tramutatosi tuttavia nel tempo in una forte rivalità.
L'antagonismo da sempre più sentito è quello con i dirimpettai del Messina, con i quali si disputa il derby dello Stretto; esistono diversi attriti anche in ambito regionale con le tifoserie di Catanzaro, Cosenza, Crotone (quest'ultimo rappresenta il derby della Magna Grecia) e Vigor Lamezia.
Sono da menzionare altresì inimicizie accese con Atalanta, Avellino, Brescia, Catania, Cavese, Casertana, Nocerina, Frosinone, Lecce, Modena, Napoli, Perugia, Pescara, Taranto, Ternana, Genoa, Sampdoria e Verona.

## Organico

### Rosa 2025-2026
Rosa e numerazione aggiornate al 13 agosto 2025.
| N. |                      | Ruolo | Calciatore                  |
| -- | -------------------- | ----- | --------------------------- |
| 1  | Italia (bandiera)    | P     | Antonio Lagonigro           |
| 2  | Nigeria (bandiera)   | D     | Daniel Adejo                |
| 3  | Italia (bandiera)    | D     | Francesco Distratto         |
| 4  | Italia (bandiera)    | C     | Francesco Salandria         |
| 5  | Italia (bandiera)    | D     | Rosario Girasole            |
| 6  | Italia (bandiera)    | C     | Pietro Simonetta            |
| 7  | Italia (bandiera)    | C     | Domenico Mungo              |
| 8  | Italia (bandiera)    | D     | Edoardo Blondett            |
| 9  | Italia (bandiera)    | A     | Luca Ferraro                |
| 10 | Italia (bandiera)    | A     | Andrea Di Grazia            |
| 11 | Italia (bandiera)    | A     | Antonino Ragusa             |
| 12 | Argentina (bandiera) | P     | Franco Druetto              |
| 16 | Italia (bandiera)    | A     | Christian Sturniolo         |
| 17 | Italia (bandiera)    | C     | Antonino Barillà (capitano) |
| 19 | Italia (bandiera)    | C     | Federico Zenuni             |

| N. |                    | Ruolo | Calciatore         |
| -- | ------------------ | ----- | ------------------ |
| 20 | Italia (bandiera)  | A     | Simone Edera       |
| 21 | Italia (bandiera)  | D     | Simone Lanzillotta |
| 22 | Italia (bandiera)  | P     | Andrea Boschi      |
| 23 | Italia (bandiera)  | C     | Riccardo Correnti  |
| 24 | Marocco (bandiera) | C     | Mohamed Laaribi    |
| 25 | Italia (bandiera)  | A     | Bruno Maisano      |
| 29 | Italia (bandiera)  | A     | Antonio Palumbo    |
| 32 | Italia (bandiera)  | A     | Adriano Montalto   |
| 33 | Italia (bandiera)  | D     | Denis Fomete       |
| 44 | Italia (bandiera)  | A     | Paolo Grillo       |
| 68 | Italia (bandiera)  | D     | Domenico Girasole  |
| 71 | Italia (bandiera)  | C     | Antonio Porcino    |
| 73 | Italia (bandiera)  | C     | Francesco Chirico  |
| 89 | Italia (bandiera)  | A     | Antonino Pellicanò |
| 91 | Italia (bandiera)  | D     | Rocco Di Venosa    |

### Staff tecnico
Dati aggiornati al 1º luglio 2025.
Area tecnica
- Bruno Trocini - Allenatore
- Maximiliano Ginobili - Allenatore in seconda
- Giuseppe Lazzaro - Preparatore atletico
- Stefano Pergolizzi - Preparatore portieri
- Paolo Albino - Coordinatore preparazione atletica
- Danilo Polito - Match Analyst
- Francesco Alessandro - Team Manager

Area sanitaria
- Pasquale Favasuli - Medico sociale
- Antonio Costa - Fisioterapista
- Domenico Moschella - Fisioterapista

### Fonti
1. ↑   Serie B, shock Reggina: arrestato Gallo, su Tuttosport, 5 maggio 2022.
2. ↑   La Reggina ha una nuova proprietà: Saladini rileva il club amaranto, su Tuttosport, 17 giugno 2022.
3. ↑   L’identikit - Chi è Manuele Ilari? L’imprenditore romano nuovo proprietario della Reggina, su lacnews24.it. URL consultato il 21 luglio 2023.
4. ↑   Ferdinando Ielasi, Comunicato ufficiale - Reggina 1914, su Reggina 1914 - Che il sogno abbia inizio, 20 luglio 2023. URL consultato il 21 luglio 2023.
5. ↑   Consiglio di Stato respinge ricorso Reggina, no alla Serie B, 30 agosto 2023.
6. ↑   Reggina, svincolo d'autorità per i calciatori: la decisione della FIGC, 31 agosto 2023.
7. ↑   Da Majer e Di Chiara fino a Rivas e Galabinov. Gli svincolati della Reggina fanno gola, su tuttomercatoweb.com.
8. ↑   La Fenice Amaranto Asd chiede cambio denominazione: "Ci chiameremo LFA Reggio Calabria", su ReggioToday. URL consultato il 22 settembre 2023.
9. ↑   Ufficiale, la Reggina ammessa in Serie D: i dettagli, su corrieredellosport.it.
10. ↑   La Fenice Amaranto si aggiudica all'asta il marchio Reggina 1914: superate le offerte del Comune e di Bandecchi, su Lacnews24.it, 29 maggio 2024. URL consultato il 29 maggio 2024.
11. 1 2   AS REGGINA 1914, identità e tradizione restituiti alla Città, su www.reggina1914.it.
12. ↑   Il Tribunale di Catanzaro ribadisce la legittimità del Marchio “Reggina” e la sua Tradizione storica - Reggina, su www.reggina1914.it, 11 dicembre 2024. URL consultato l'11 dicembre 2024.
13. ↑   UFFICIALE: decade affiliazione Reggina Calcio, FIGC cancella la matricola 41740, su Tutto Reggina. URL consultato il 16 dicembre 2023.
14. ↑   Lega Calcio, Comunicato Ufficiale 381 del 23 giugno 2005 (PDF), su legaseriea.it, 23 giugno 2005. URL consultato il 3 maggio 2018 (archiviato dall'url originale il 4 maggio 2018).
15. ↑  G. Branca, p. 8.
16. 1 2   Il presidente Gallo acquisisce il marchio della Reggina Calcio, su reggina1914.it, 28 febbraio 2019. URL consultato il 28 febbraio 2019 (archiviato dall'url originale il 1º marzo 2019).
17. ↑   Reggina, Dionigi esonerato, Pillon in pole, su ntacalabria.it, http://www.ntacalabria.it/, 16 marzo 2013. URL consultato il 13 agosto 2015.
18. ↑   A.s.d. Reggio Calabria, ecco il nuovo logo, su reggiotv.it, http://www.reggiotv.it/, 12 agosto 2015. URL consultato il 13 agosto 2015 (archiviato dall'url originale il 24 settembre 2015).
19. ↑   L'inno della Reggina, su video.gazzetta.it, 26 ottobre 2007.
20. ↑   Reggina, da sciogliere il nodo “Sant’Agata”, su Gazzetta del Sud, 22 dicembre 2023. URL consultato l'11 dicembre 2024.
21. ↑   La Reggina fa ritorno al “Sant’Agata”. Concessione fino al prossimo 30 giugno, su Gazzetta del Sud, 10 gennaio 2024. URL consultato l'11 dicembre 2024.
22. ↑   Organigramma - Reggina, su reggina1914.it.
23. ↑   Regginacalcio.com - Settore giovanile, su regginacalcio.com. URL consultato il 20 settembre 2009 (archiviato dall'url originale il 4 ottobre 2009).
24. ↑  G. Branca, appendice.
25. ↑  da febbraio 1983
26. ↑   Comunicato Ufficiale, su regginacalcio.com, 5 novembre 2013. URL consultato il 5 novembre 2013 (archiviato dall'url originale l'8 novembre 2013).
27. ↑   REGGINA - Foti torna alla presidenza - Tutto Reggina.
28. ↑   Pietro Scognamiglio, Caos Reggina, si dimette il presidente Cardona. E Saladini: "Pronto a cedere il club", in La Gazzetta dello Sport, 21 giugno 2023. URL consultato il 21 giugno 2023.
29. ↑   Convocati della REGGINA CALCIO S.P.A, su figc.it. URL consultato il 1º giugno 2015 (archiviato dall'url originale il 30 luglio 2013).
30. ↑   Serbia vs. Italia - 8 giugno 2005 - Soccerway, su it.soccerway.com (archiviato il 19 gennaio 2025).
31. ↑   Giovanni Fabbian - Profilo giocatore 22/23, su transfermarkt.it. URL consultato il 2 aprile 2023.
32. ↑   Reggina, soddisfazione azzurra per Pierozzi e Fabbian: prima chiamata nell'Under 21, su ReggioToday. URL consultato il 2 aprile 2023.
33. ↑   Niccolò Pierozzi - Profilo giocatore 22/23, su transfermarkt.it. URL consultato il 2 aprile 2023.
34. ↑  (EN) FIGC, Pierozzi, quattro giorni da ricordare: "Prima l'esordio, poi la Nazionale a Reggio Calabria. Con il tifo speciale di mio fratello", su Federazione Italiana Giuoco Calcio, 25 marzo 2023. URL consultato il 2 aprile 2023.
35. ↑   Reggina, soddisfazione azzurra per Pierozzi e Fabbian: prima chiamata nell'Under 21, su ReggioToday. URL consultato il 16 dicembre 2023.
36. ↑   Enrico Del Prato - Profilo giocatore 23/24, su transfermarkt.it. URL consultato il 13 marzo 2024.
37. ↑   Consolato Cicciù, Reggina, Enrico Delprato convocato nell'Italia Under 21, su StrettoWeb, 8 novembre 2020. URL consultato il 13 marzo 2024.
38. ↑   Roberto Foti, Reggina, Plizzari convocato in Nazionale U21, su CityNow, 27 agosto 2020. URL consultato il 13 marzo 2024.
39. ↑   Alessandro Plizzari - Profilo giocatore 23/24, su transfermarkt.it. URL consultato il 13 marzo 2024.
40. ↑   Stefania Scarfò, Reggina, Turati convocato dall'Under 21 di Paolo Nicolato, su Tifo Reggina, 1º ottobre 2021. URL consultato il 13 marzo 2024.
41. ↑   Stefano Turati - Profilo giocatore 24/25, su www.transfermarkt.it. URL consultato il 13 marzo 2024.
42. ↑  (EN) Carlos Paredes (Player), su www.national-football-teams.com.
43. ↑  (EN) Édgar Barreto (Player), su www.national-football-teams.com.
44. ↑  (EN) Jorge Vargas (Player), su www.national-football-teams.com.
45. ↑  (EN) Carlos Carmona (Player), su www.national-football-teams.com.
46. ↑  (EN) Mohamed Kallon (Player), su www.national-football-teams.com.
47. ↑  (EN) Erjon Bogdani (Player), su www.national-football-teams.com.
48. ↑  (EN) Martin Jiránek (Player), su www.national-football-teams.com.
49. ↑  (EN) Serge Dié (Player), su www.national-football-teams.com.
50. ↑  (EN) Julio César de León (Player), su www.national-football-teams.com.
51. ↑  (EN) Rigoberto Rivas (Player), su www.national-football-teams.com.
52. ↑  (EN) Shunsuke Nakamura (Player), su www.national-football-teams.com.
53. ↑  (EN) Gonzalo Martínez (Player), su www.national-football-teams.com.
54. ↑  (EN) Ilyos Zeytullayev (Player), su www.national-football-teams.com.
55. ↑  (EN) Carlos Valdez (Player), su www.national-football-teams.com.
56. ↑  (EN) Emil Hallfreðsson (Player), su www.national-football-teams.com.
57. ↑  (EN) Stephen Ayodele Makinwa (Player), su www.national-football-teams.com.
58. ↑  (EN) Kyle Lafferty (Player), su www.national-football-teams.com.
59. ↑  (EN) David Strelec (Player), su www.national-football-teams.com.
60. ↑  40 effettivi al netto della penalizzazione.
61. ↑  Sono inclusi nel computo le presenze negli spareggi per la permanenza in Serie A delle stagioni 2000-2001 e del 2002-2003.
62. 1 2  Sono incluse nel computo le presenze nelle gare di play-off di Serie D delle stagioni 2023-2024 e 2024-2025.
63. ↑  Sono inclusi nel computo i gol negli spareggi per la permanenza in Serie A delle stagioni 2000-2001 e 2002-2003.
64. ↑  Il computo considera anche la rete nello spareggio per la permanenza in Serie A della stagione 2002-2003 e le 2 reti nelle semifinali play-off di Serie B della stagione 2010-2011.
65. ↑   La Gazzetta dello Sport - 5 luglio 1999, su archiviostorico.gazzetta.it. URL consultato il 18 settembre 2009.
66. ↑   La Gazzetta dello Sport - 31 agosto 1999, su archiviostorico.gazzetta.it. URL consultato il 18 settembre 2009.
67. ↑   Regginacalcio.com - Club ufficiali, su regginacalcio.it. URL consultato il 18 settembre 2009.
68. ↑   La Gazzetta dello Sport - 2 giugno 2000, su archiviostorico.gazzetta.it. URL consultato il 18 settembre 2009.
69. 1 2   La Gazzetta dello Sport - 9 agosto 2004, su archiviostorico.gazzetta.it. URL consultato il 18 settembre 2009.
70. ↑   La Gazzetta dello Sport - 26 maggio 2002, su archiviostorico.gazzetta.it. URL consultato il 18 settembre 2009.
71. ↑   La Gazzetta dello Sport - 5 agosto 2004, su archiviostorico.gazzetta.it. URL consultato il 18 settembre 2009.
72. ↑   Reggina, storico comunicato degli Ultras 1914:"Basta, ci mettiamo da parte", su Reggio nel Pallone.
73. ↑   Calcio - Inchiesta: Le tifoserie più "bollenti" d'Italia, su realsports.it. URL consultato il 13 luglio 2010 (archiviato dall'url originale il 12 ottobre 2013).
74. ↑   Reggina-Crotone, made in ‘Calavrìa’, su reggionelpallone.it, http://www.reggionelpallone.it/, 13 aprile 2012. URL consultato il 5 gennaio 2015.
75. ↑  Stefano Pozzoni, Dove sono gli ultrà? Squadre, stadi, curve e cori, Zelig Editore, Milano 2005, ISBN 88-6018-083-X p.147.
76. ↑   Curva Ospiti (archiviato dall'url originale il 12 agosto 2014).
77. ↑   Rosa - Reggina, su reggina1914.it.
78. ↑   Staff Tecnico - Reggina, su reggina1914.it.